# Tranøyfjorden
Le Tranøyfjorden est un fjord situé dans les municipalités de Senja et Dyrøy, dans le comté de Troms, en Norvège.

## Géographie
Le fjord s’étend sur 25 kilomètres au nord du Vågsfjorden, entre Dyrøya et Senja jusqu’à Kampevoll dans le botn du fjord.
Le fjord a une crique entre Stangneset, sur la péninsule de Stonglandet, à l’ouest, et Hagenes à la pointe sud de Dyrøya, à l’est. Le fjord s’étend vers le nord entre Stonglandet et Dyrøya. Au nord de Dyrøya, le Solbergfjord se dirige vers l’est. L’île de Tranøya, qui a donné son nom au fjord, est située à une certaine distance au nord de Dyrøya. De là, dans le botn du fjord, il s’appelle Tranøybotn.
À l’extrémité nord de Stonglandet se trouve Stonglandseidet. Ici, il est à seulement 350 mètres au-dessus d’Eidepollen sur le côté ouest. Il n’y a pas beaucoup d’agglomérations près du fjord, mais sur le côté ouest se trouvent les villages de Vassvik et Jøvik.
La route de comté 860 longe une grande partie du côté ouest de Senja. La route départementale 223 passe le long du fjord à Stonglandet.

## Histoire
Au début de la Seconde Guerre mondiale, un avion de patrouille maritime de la Luftwaffe, de type Focke-Wulf Fw 200 Condor (immatriculation : F8+BH) du 1./I./KG 40 s’est écrasé dans le Tranøyfjorden le 29 mai 1940. L’avion avait quitté l’aéroport d'Aalborg dans la journée pour une mission de bombardement sur Simavik et Skarsfjord. Lors du retour à la base, le quadrimoteur a été abattu par un avion de chasse Hawker Hurricane de la Royal Air Force et s’est écrasé dans le Tranøyfjorden. Les six membres d’équipage à bord ont été tués sur le coup. La victoire n’a pas été confirmée au pilote britannique